# 라마속
라마속은 낙타과의 한 분류이다. 라마와 구아나코 두 종을 포함한다.

## 하위 종
- 라마 (Lama glama)
- 구아나코 (Lama guanicoe)